# طيارة (مخطوط)
طَيَّارة: قصاصة من ورق تستخدم للإضافات، والشروح، والإدراج بين أوراق الجزء.
قال حسين كمال نور: الطيارات: أوراق صغيرة بين صفحات المخطوطات. 
وقال إسماعيل مروة: نوع من الثوب يلحق بالجلد تكتب عليه تعليقات العلماء.
وتسمى جذاذات وفرخات وعصافير.